# حضرة سلطان
حضرة سلطان، (بالأوزبكية: Hazraty Sulton choʻqqisi)، هو جبل، وأعلى نقطة في أوزبكستان، حيث يبلغ ارتفاعه 4,643 متر (15,233 قدم). وهو يقع على حدود أوزبكستان وطاجيكستان، في مقاطعة سورخانداريا، في الجزء الأوزبكي من سلسلة جبال جيسار. كان هذا الجبل يعرف سابقا باسم «قمة المؤتمر الثاني والعشرين للحزب الشيوعي».
الوصول لهذا الجبل يكون عادة عبر العاصمة دوشنبه، عبر وادي فارزورب وبحيرة إسكنديركول.

## روابط خارجية
- باللغة الإنجليزية: تسلق الجبال في آسيا الوسطى، وكالة تسلق الجبال.
- باللغة الإنجليزية: الرسالة الأولية لجمهورية أوزبكستان - الحالة الجغرافية والمناخ ، الصفحة 17.